# Pancoran (Bondowoso)
Pancoran is een bestuurslaag in het regentschap Bondowoso van de provincie Oost-Java, Indonesië. Pancoran telt 6204 inwoners (volkstelling 2010).